# Omar Fraile
Omar Fraile Matarranz (Santurtzi, 17 luglio 1990) è un ciclista su strada spagnolo che corre per il team Ineos Grenadiers.
Professionista dal 2013, ha vinto il Giro dell'Appennino 2015, la classifica scalatori della Vuelta a España nel 2015 e nel 2016, una tappa al Giro d'Italia 2017 e una tappa al Tour de France 2018.

## Palmarès

### Strada
- 2011 (Seguros Bilbao, cinque vittorie)

Campionati baschi, Prova a cronometro Under-23
Soraluzeko Saria
Subida a Gorla
Vuelta al País Vasco Sub23
4ª tappa Vuelta a Palencia
- 2015 (Caja Rural-Seguros RGA, due vittorie)

Giro dell'Appennino
4ª tappa Quatre Jours de Dunkerque (Lestrem > Cassel)
- 2017 (Team Dimension Data, una vittoria)

11ª tappa Giro d'Italia (Firenze (Ponte a Ema) > Bagno di Romagna)
- 2018 (Astana Pro Team, tre vittorie)

5ª tappa Vuelta al País Vasco (Vitoria-Gasteiz > Eibar)
1ª tappa Tour de Romandie (Friburgo > Delémont)
14ª tappa Tour de France (Saint-Paul-Trois-Châteaux > Mende)
- 2021 (Astana-Premier Tech, una vittoria)

Campionati spagnoli, Prova in linea
- 2023 (Ineos Grenadiers, una vittoria)

5ª tappa Vuelta a Andalucía (Otura > Alhaurín de la Torre)

#### Altri successi
- 2015 (Caja Rural-Seguros RGA)

Classifica scalatori Vuelta al País Vasco
Classifica scalatori Vuelta a España
- 2016 (Team Dimension Data)

Classifica scalatori Vuelta a Burgos
Classifica scalatori Vuelta a España
- 2019 (Astana Pro Team)

1ª tappa Vuelta a España (Salinas de Torrevieja > Torrevieja, cronosquadre)
- 2020 (Astana Pro Team)

Classifica scalatori Vuelta a Murcia

## Piazzamenti

### Grandi Giri
- Giro d'Italia

2016: ritirato (5ª tappa)
2017: 65º
- Tour de France

2018: 57º
2019: 71º
2020: 60º
2021: 57º
2023: 60º
- Vuelta a España

2015: 88º
2016: 69º
2017: ritirato (13ª tappa)
2018: 63º
2019: 79º
2020: 64º
2021: non partito (13ª tappa)
2023: 115º

### Classiche monumento
- Milano-Sanremo

2020: 103º
- Liegi-Bastogne-Liegi

2016: ritirato
2017: 25º
2018: 44º
2019: 54º
2020: 19º
2021: 30º
2022: ritirato
2023: 44º
2024: 65º
- Giro di Lombardia

2016: ritirato
2017: ritirato

### Competizioni mondiali
- Campionati del mondo

Limburgo 2012 - Cronometro Under-23: 34º
Ponferrada 2014 - Cronosquadre: 23º
Doha 2016 - In linea Elite: ritirato
Innsbruck 2018 - In linea Elite: ritirato
- Giochi olimpici

Tokyo 2020 - In linea: ritirato

### Competizioni europee
- Campionati europei

Plumelec 2016 - In linea Elite: 65º